# Esquirol del Japó
L'esquirol del Japó (Sciurus lis) és una espècie de rosegador esciüromorf de la família dels esciúrids. És endèmic del Japó, on viu a les illes de Honshu, Shikoku i, possiblement, Kyushu. El seu hàbitat natural són les pinedes primàries i secundàries des de les planes fins a l'estatge subalpí. És una espècie en risc mínim, és a dir, no sembla que hi hagi cap amenaça significativa per a la seva supervivència. El seu nom específic, lis, significa ‘baralla’ en llatí.